# Pradera alpina

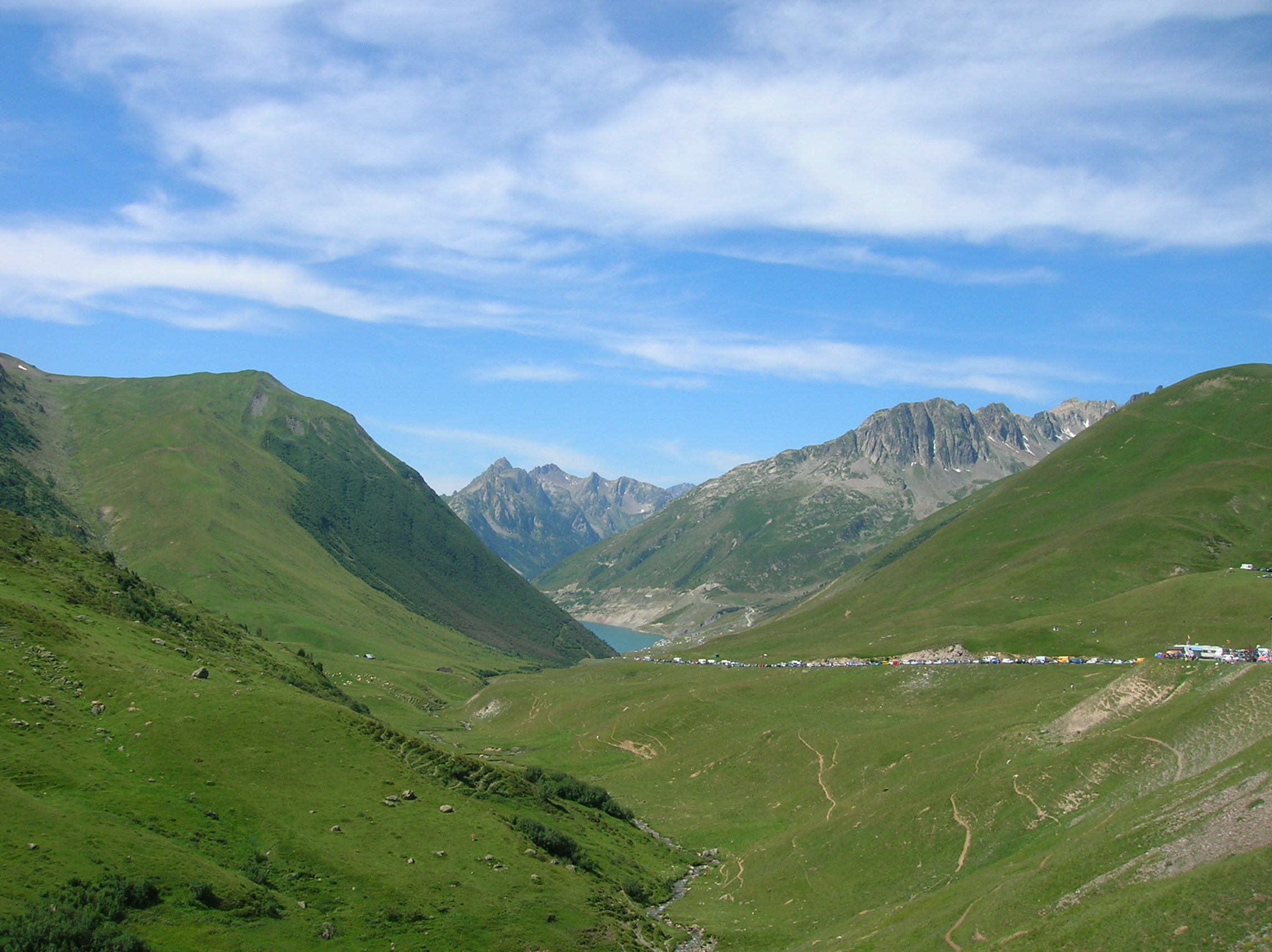
praderas alpinas.

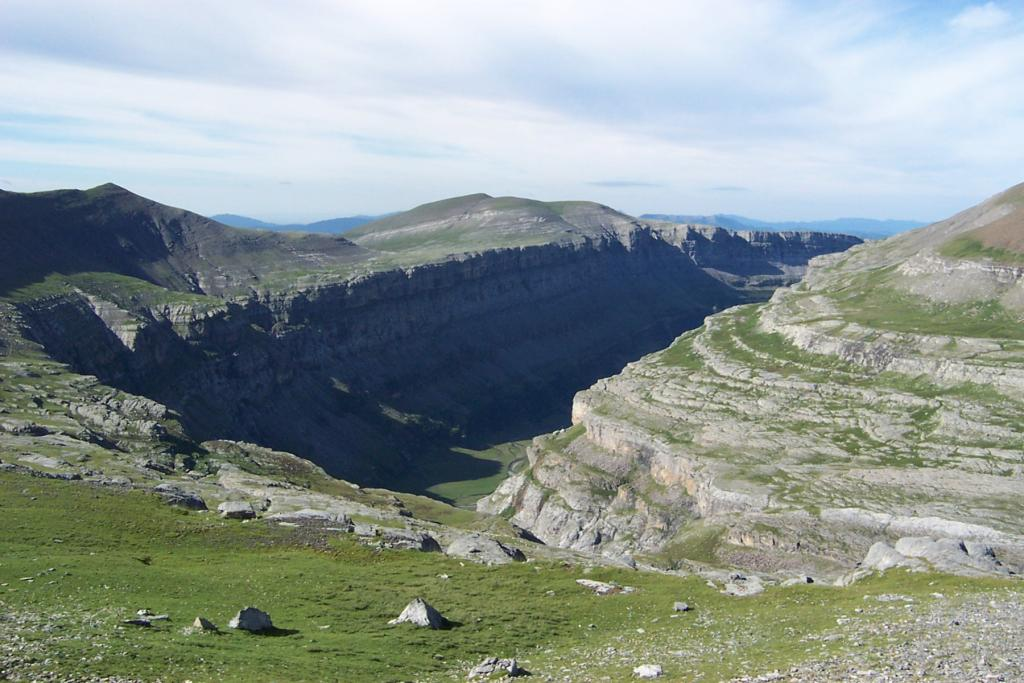
Pradera alpinas en los Pirineos españoles.

Las praderas o pastizales alpinos constituyen un tipo de vegetación anual de hierbas y plantas con flores (por ejemplo, edelweiss) de clima alpino situado en los Alpes y en otras cordilleras (especialmente del hemisferio norte), que se encuentra entre el piso de vegetación del bosque y el ocupado por nieves perpetuas.
Suele ser una zona de pastos de verano utilizada por los habitantes de los Alpes a través de una trashumancia anual completada con la estabulación durante el invierno en las casas típicas de las montañas alpinas (chalets). Tiene cierta similitud con la vegetación de páramo en los Andes aunque, en este último caso, la vegetación es mucho más rica y variada y se ubica a una mayor altura.
Se incluye en el bioma denominado praderas y matorrales de montaña. En francés se llama «alpage», y en inglés y alemán, «alps» o «alpen».